# Marele filtru
Marele filtru (engleză The Great Filter) este o ipoteză care se referă la implicațiile paradoxului lui Fermi și poate fi considerată o explicație pentru ceea ce se numește marea tăcere. Imposibilitatea de a găsi o civilizație extraterestră în universul observabil implică posibilitatea ca un mare filtru să acționeze pentru a reduce numărul mare de locuri unde viața extraterestră inteligentă ar putea apărea astfel încât să se ajungă la un număr mic de specii inteligente observate (în prezent, doar una: a noastră ). Acest prag de probabilitate, care ar putea sta în fața noastră, ar putea să funcționeze ca o barieră pentru evoluția vieții inteligente sau ca o probabilitate înaltă spre autodistrugere. Concluzia principală intuitivă a acestei observații este: pe cât de ușor viața a evoluat către nivelul nostru actual, cu atât șansele noastre de a avea un viitor sunt reduse.

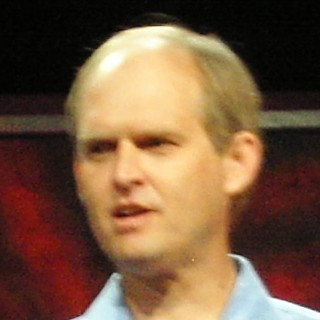
Robin Hanson

Ipoteza a fost propusă pentru prima dată într-un eseu on-line intitulat The Great Filter - Are We Almost Past It? (Marele filtru - Suntem deja istorie?) scris de economistul Robin Hanson. Prima versiune a fost scrisă în august 1996 și a fost actualizată ultima dată pe 15 septembrie 1998. Din acel moment, ipoteza lui Hanson a primit recunoașterea mai multor surse publicate care discutau paradoxul lui Fermi și implicațiile sale. 

## Principalele argumente

### Paradoxul lui Fermi
Nu există nicio dovadă că extratereștrii au colonizat Pământul și nici nu am observat vreo urmă de viață extraterestră inteligentă cu tehnologia noastră actuală și nici nu am găsit cu programul SETI transmisiile altor civilizații. Universul, în afară de Pământ, pare „mort”.  Hanson declară:
„Planeta noastră și sistemul solar, cu toate acestea, nu par în mod substanțial colonizate cu viață avansată competitivă din stele; și nici altceva nu observăm. Din contră, am avut mare succes în explicarea comportamentului planetei noastre și a sistemului solar, a stelelor din apropiere, galaxiei noastre și chiar alte galaxii, prin simple procedee fizice „moarte”, mai degrabă decât să le explicăm prin procese complexe care s-ar finaliza cu apariția vieții avansate”
.
Toata viața se extinde pentru a umple toate nișele disponibile. Cu ajutorul tehnologiei, cum ar fi auto-replicarea navei spatiale, aceste nișe ar include sistemele stelare învecinate și chiar, pe o scară de timp îndelungat, timp încă foarte scurt în comparație cu vârsta universului, alte galaxii. Hanson notează: „Dacă viața avansată ar fi colonizat în mod substanțial planeta noastră, am fi știut până acum.”

### Marele filtru
Neavând nicio dovadă că există viață inteligentă, alta decât a noastră, se pare că procesul care începe cu o stea și se termină cu explozia vieții avansate trebuie să fie puțin probabil. Acest lucru înseamnă că cel puțin un pas din acest proces trebuie să fie improbabil. Lista lui Hanson, deși incompletă, descrie nouă pași din linia evoluției care ar duce la colonizarea universului observabil:
1. Sistem stelar corespunzător (inclusiv cu planete potențial locuibile )
2. Molecule de reproducere (ex. ARN)
3. Viață unicelulară simplă
4. Viață unicelulară complexă
5. Reproducerea sexuală
6. Viață multicelulară.
7. Utilizarea uneltelor de către animalele cu creier mare
8. Pasul în care ne găsim noi acum
9. Colonizare explozivă a spațiului

Conform ipotezei marelui filtru cel puțin unul dintre acești pași - în cazul în care lista ar fi completă - trebuie să fie improbabil. Dacă nu este un pas precoce (de exemplu în trecutul nostru), atunci implicația este că pasul improbabil se află în viitorul nostru și perspectivele noastre de a atinge pasul 9 (colonizare interstelară) sunt încă sumbre. Dacă pașii traversați deja sunt probabili (1-8), atunci multe civilizații s-ar fi dezvoltat la nivelul actual al rasei umane. Cu toate acestea, nici una nu pare să fi făcut pasul 9, altfel Calea Lactee ar fi plină de coloniile lor. Deci pasul 9 este puțin probabil și singurul lucru care ar împiedica omenirea să colonizeze spațiul cosmic ar fi un fel de catastrofă. Deci, prin acest argument, găsirea vieții multicelulare pe planeta Marte (cu condiția ca acesta să fi evoluat independent) ar fi o veste proastă, deoarece aceasta ar implica că pașii 2-6 sunt ușor de realizat, și, prin urmare doar 1, 7 sau 9 (sau unii pași necunoscuți) ar putea fi marea problemă. 
Deși pașii 1 - 7 au fost atinși pe Pământ oricare dintre aceștia ar putea fi improbabili (în altă parte).

## Argumentele împotrivă
Există multe scenarii alternative, care ar putea permite vieții inteligente să evolueze în Univers, fără niciun scenariu de auto-distrugere catastrofică sau fără dovezi vizibile pentru noi. Aceste scenarii sunt analizate în detaliu în secțiunea argumentelor paradoxului lui Fermi: Ei există, dar nu vedem noi nicio dovadă. Argumentele includ și ideile:
- este prea costisitoare răspândirea fizică în întreaga galaxie;
- ceilalți au tendința de a experimenta o singularitate tehnologică;
- Pământul este izolat intenționat;
- este periculos de a comunica și, prin urmare, civilizațiile active se ascund; și multe altele.

Ca un exemplu, astronomul Seth Shostak de la Institutul SETI susține că se poate postula ideea unei galaxii plină de civilizații extraterestre inteligente care nu au reușit să colonizeze Pământul. Poate că extratereștrii aveau intenția și scopul de a coloniza sau sărăci resursele planetelor / sistemelor stelare, sau poate galaxia este colonizată într-un mod eterogen, sau Pământul ar putea fi situat într-o zonă (momentană) de stagnare galactică. Dar, absența unor dovezi nu este o dovadă a absenței. Ce este cu  mega-proiectele extraterestre de inginerie galactică? Unde sunt ei? Putem concluziona din absența lor ca marele filtru funcționează și că unul dintre pașii care duc la viață inteligentă este puțin probabil? Seth Shostak precizează:

Aceasta este, desigur, o variantă a paradoxului lui Fermi: Noi nu vedem indicii despre dovezile unei inginerii galactice și, în consecință, trebuie să concluzionăm că suntem singuri. Dar ipoteza posibil viciată aici este când noi ne putem pronunța dacă proiectele de construcție extrem de vizibile sunt un rezultat clar al inteligenței. Ar putea fi o inginerie la scară mică, mai degrabă decât la scară mare, acest lucru este inevitabil. Aceasta ar urma legile inerției (mașinile mai mici sunt mai rapide, și necesită mai puțină energie pentru a funcționa), precum și teoria vitezei luminii (calculatoarele mici au comunicare internă foarte rapidă). Aceste lucruri ar putea alimenta, desigur, și speculațiile cum că societățile mai avansate au tehnologii de dimensiuni mici și au un interes scăzut (sau nu au nevoie) să rearanjeze stelele din vecinătatea lor, de exemplu. Ele pot prefera în schimb să construiască nanoboți. De asemenea, trebuie reținut faptul că, așa cum Arthur C. Clarke a spus, o inginerie cu adevărat avansată nu ar putea fi deosebită de magie, astfel încât noi nu îi vom putea recunoaște prezența. De fapt, noi am abia am început să căutăm lucruri cum ar fi sferele Dyson, astfel că noi nu ne putem pronunța clar.